# الی (مه‌ولات)
آلی (مه ولات)، روستایی از توابع بخش شادمهر شهرستان مه ولات در جنوب شرقی استان خراسان رضوی ایران است.
روستایی نسبتاً با آب و هوایی سرد و خشک

## درباره آلی
روستای آلی یکی از تعداد روستاهایی است که در میان دیگر روستاهای خراسان رضوی بسیار نامدار است.
از ویژگی های این روستا می توان به مهمان نوازی مهربانی ساده زیستی و کمک به نیازمندان اشاره کرد . از نظر محصولات کشاورزی باید ذکر شود که سالانه حدود 30 تا 40 تن پسته برداشت میشود حتی یکی از تولید کنندگان زعفران در خراسان رضوی است

## جمعیت
این روستا در نزدیکی بخش شادمهر قرار دارد و براساس سرشماری مرکز آمار ایران در سال ۱۳۸۵، جمعیت آن ۵۸۲ نفر (۱۵۴خانوار) بوده‌است.